# Julio Ricardo Fierro
Julio Ricardo Fierro (2 de diciembre de 1990) es un deportista mexicano que compitió en tiro con arco, en la modalidad de arco compuesto. Ganó una medalla de bronce en el Campeonato Mundial de Tiro con Arco en Sala de 2012, en la prueba individual.

## Palmarés internacional
| Campeonato Mundial en Sala | Campeonato Mundial en Sala | Campeonato Mundial en Sala | Campeonato Mundial en Sala |
| Año                        | Lugar                      | Medalla                    | Prueba                     |
| -------------------------- | -------------------------- | -------------------------- | -------------------------- |
| 2012                       | Las Vegas (Estados Unidos) | Medalla de bronce          | Individual                 |